# جو بريدن
جو بريدن (بالإنجليزية: Joe Breeden)‏ هو لاعب كرة قاعدة أمريكي، ولد في 11 أكتوبر 1956.

## وصلات خارجية
- جو بريدن على موقعبيزبول رفرنس.كوم (الدوري الثانوي) (الإنجليزية)